# Шильдер Андрій Миколайович

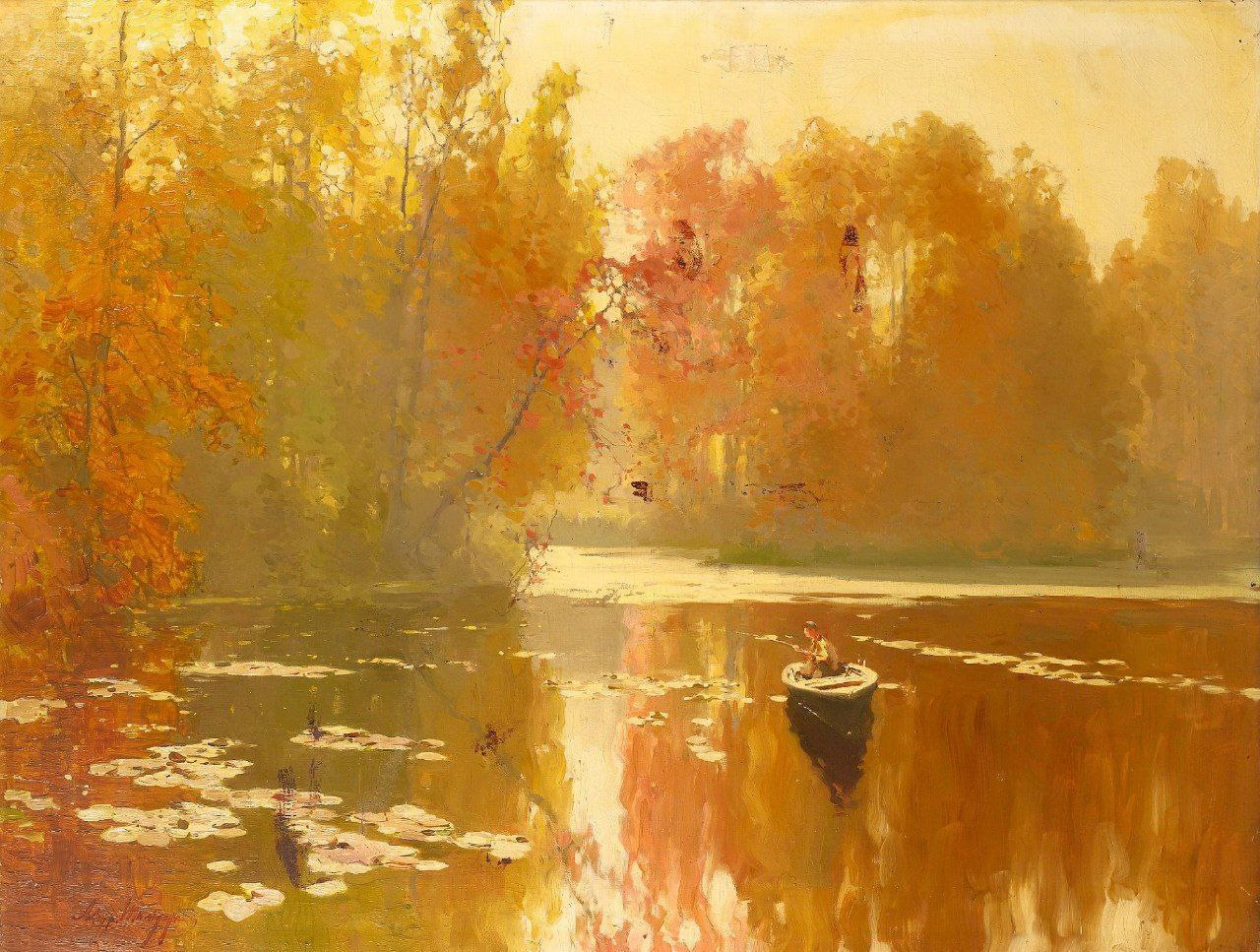
«Рибалка. Осень»

Андрій Миколайович Шильдер (1861-1919) — російський художник-пейзажист, академік Імператорської Академії мистецтв. Створював також театральні декорації.
Народився сім'ї художника М. Р. Шильдера.
Андрій Шильдер не мав спеціальної художньої освіти — навчався в І. І. Шишкіна, відвідуючи його майстерню. 1879 року їздив з ним до Криму, 1893 року — до Біловезької пущі.
На пересувних виставках брав участь із 1884 по 1918 роки, член Товариства з 1891 року.
Починаючи з 1885 року Шильдер багато працював в ілюстрованих журналах: «Північ», «Мальовничий огляд», «Всесвітня ілюстрація», «Ластівка», «Новина» та «Артист».
У 1903 році Шільдер став академіком пейзажного живопису. Особливу популярність принесла йому велика панорама заводів Нобеля — «Місто», яку художник написав до Нижегородської всеросійської виставки 1896 року.
Помер та похований у Петрограді.